# نهر ليكينغ
نهر ليكينغ رافد نهر أوهايو في شمال شرق ولاية كنتاكي. يستنزف النهر وروافده الكثير من منطقة شمال شرق كنتاكي بين مستجمعات المياه لنهر كنتاكي إلى الغرب ونهر بيج ساندي إلى الشرق. يعد نهر نورث فورك ليكينغ في مقاطعة بيندلتون أحد روافده. نهر ساوث فورك ليكينغ في المقاطعات بما في ذلك مقاطعة هاريسون هو نهر آخر.